# Finans (brætspil)
 Der er for få eller ingen kildehenvisninger i denne artikel, hvilket er et problem. Du kan hjælpe ved at angive troværdige kilder til de påstande, som fremføres i artiklen.

 For alternative betydninger, se Finans (flertydig). (Se også artikler, som begynder med Finans)
Finans er et brætspil som sandsynligvis er baseret på The Landlords Game. Spillet går ud på at købe virksomheder og aktier, spillet slutter når en spiller har to virksomhedsgrupper (en virksomhedsgruppe er alle virksomheder og alle aktier i samme farve) og 2 millioner kontantbeholdning. Spillepladen har 53 felter. Spillet har to slags hændelseskort "Børstips" og "Finanstidende", hændelseskortene kan påvirke spilleren som trækker kortet, alle spillerne, eller vare indtil et andet kort af samme type trækkes (f.eks. "Dårlige Tider", "Gode Tider" og "Byggestop"). Spillerne kan "gå" rundt på pladen ved at slå med en terning eller købe bil og "køre" rundt ved at slå med to terninger, i Bankens Hovedkvater går man altid rundt med en terning, handler kan kun ske i banken, grunde kan kun bebygges når man lander på et af to felter på spillepladen.
Finans findes i en ældre udgave lavet af Sesam (AB Alga) og en nyere udgave lavet af BRIO.
| Spil | Spire Denne artikel om spil eller lege er en spire som bør udbygges. Du er velkommen til at hjælpe Wikipedia ved at udvide den. |